# Martin Teller
Martin Teller (* 19. April 1966 in Oldenburg) ist ein oldenburgischer Historiker und Geograph.

## Herkunft und Ausbildung
Martin Teller wurde 1966 in Oldenburg in einer Beamtenfamilie geboren. Er besuchte das Wirtschaftsgymnasium Oldenburg und studierte nach dem Abitur an der Universität Oldenburg Geschichte und Geographie. 2003 machte er seinen Magisterabschluss.

## Forschungen zur oldenburgischen Geschichte
Martin Teller betreibt eine Internetseite, auf der er Dokumente, wie historische Landkarten, präsentiert und über die neuesten Forschungen zur oldenburgischen Geschichte informiert. 2006 gelang es ihm, aufgrund eingehender Studien historischer Landkarten die Lage des verschollenen Heidenwalls zu bestimmen. Durch diese Ortsbestimmung konnte das Gelände für archäologische Ausgrabungen gesichert werden.

## Auszeichnungen
Am 7. Oktober 2009 wurde Martin Teller in Anerkennung seiner Verdienste um die Sicherung des Heidenwalls von Oberbürgermeister Gerd Schwandner die Karl-Jaspers-Medaille der Stadt Oldenburg verliehen. Er ist der dritte Träger dieser Auszeichnung, die für Verdienste um die kulturellen Belange der Stadt verliehen wird. Die Zeremonie fand im Großen Saal des Rathauses statt.